# Bangprella
Bangprella is een geslacht van kevers uit de familie bladkevers (Chrysomelidae).
De wetenschappelijke naam van het geslacht werd in 1989 gepubliceerd door Kimoto.

## Soorten
- Bangprella fulva Kimoto, 1989